# Eunidia lujai
Eunidia lujai är en skalbaggsart som beskrevs av Stefan von Breuning 1951. Eunidia lujai ingår i släktet Eunidia och familjen långhorningar. Inga underarter finns listade i Catalogue of Life.